# Wei Liqun
Wei Liqun (traditionel kinesisk: 魏禮群, forenklet kinesisk: 魏礼群, pinyin: Wèi Lǐqún) er en kinesisk kommunistisk politiker. Han har været direktør for Statsrådets forskningsbyråd og er den nuværende næstleder for Kinas nationale administrationsskole. 